# Reichsgesetzblatt

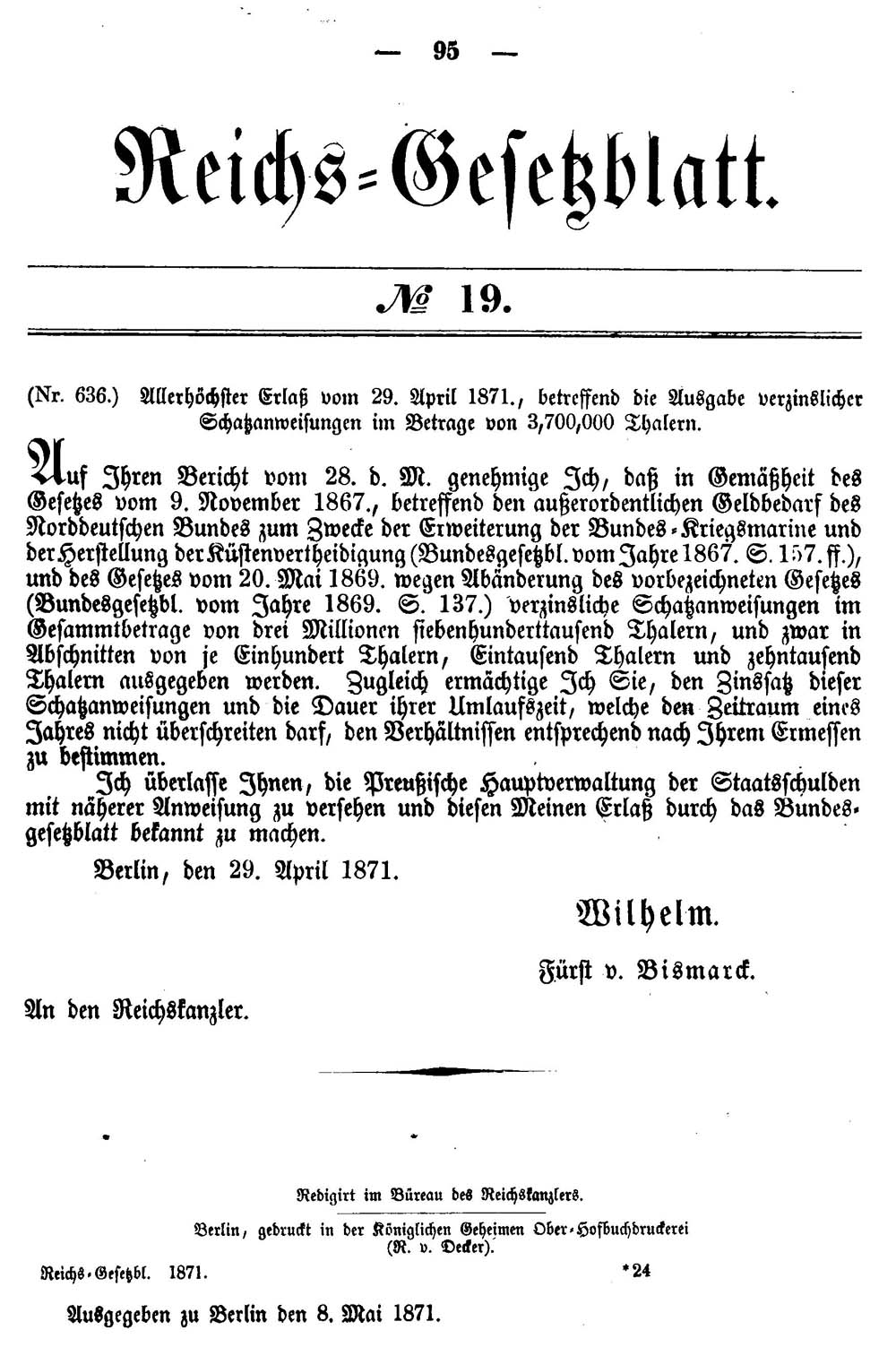
Prima pagină a Reichsgesetzblatt (1871, nr. 19, p. 95)

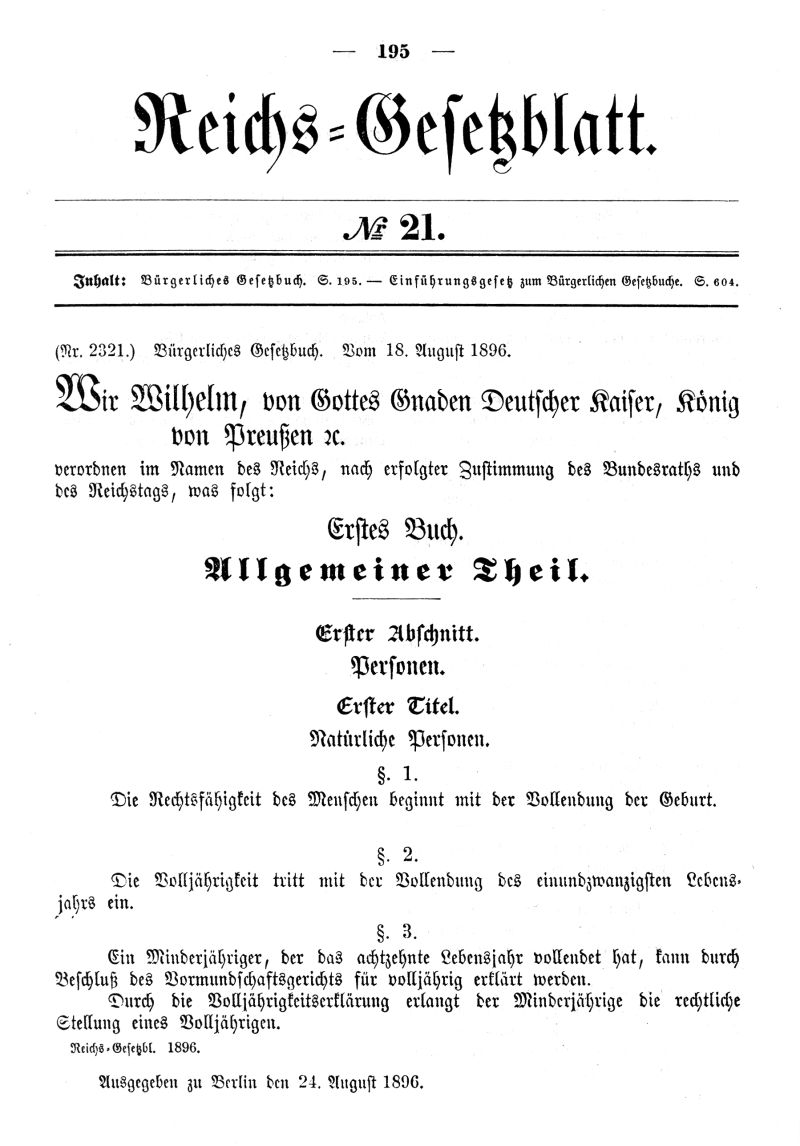
Promulgarea Codului Civil (1896)

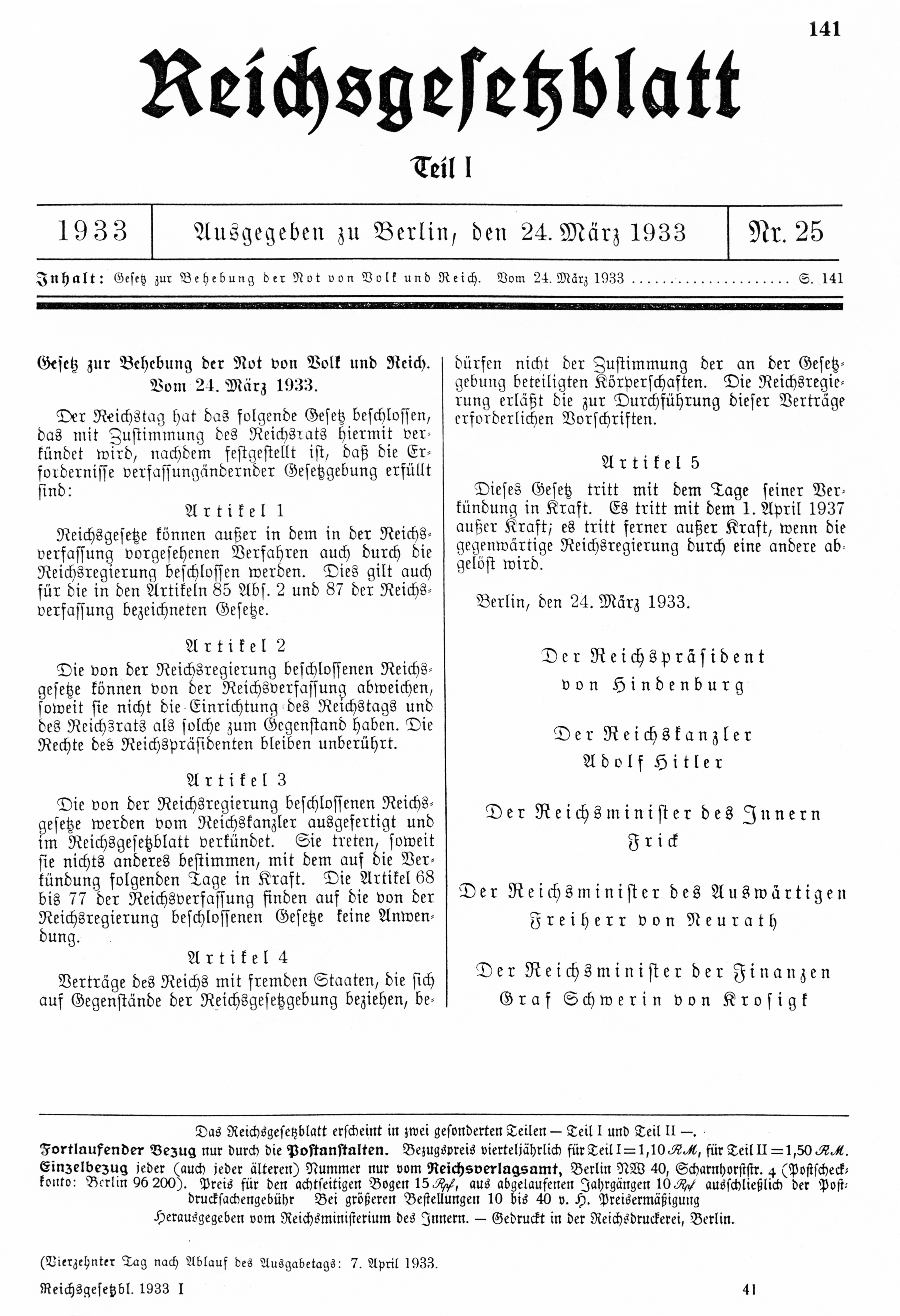
Act de autorizare (1933)

Reichsgesetzblatt (abreviat RGBl) a fost buletinul oficial al Reich-ului German din 1871 și 1945. Până în 1922 a fost publicat de Ministerul Justiției al Reich-ului de la Berlin, apoi de Ministerul de Interne al Reich-ului.
Cu excepția cazului în care s-a specificat altfel, legile Reich-ului intrau în vigoare după trecerea a paisprezece zile din ziua în care au apărut în Reichsgesetzblatt.
Anterior a existat un Reichsgesetzblatt publicat de Adunarea Națională de la Frankfurt (1848-1849).
Precursoare ale Reichsgesetzblatt au fost Bundesgesetzblatt des Norddeutschen Bundes (primul număr pe 2 august 1867, iar ultimul număr pe 20 ianuarie 1871) și Bundesgesetzblatt des Deutschen Bundes (primul număr pe 27 ianuarie 1871). Ultima ediție a Bundes-Gesetzblatt des Deutschen Bundes din 29 aprilie 1871 a apărut pe 2 mai 1871, ca nr. 18 de la pagina 91 a colecției anului 1871.
Prima ediție a Reichsgesetzblatt a apărut pe 8 mai 1871 ca nr. 19 de la pagina 95 a colecției anului 1871, , deoarece Bundesgesetzblatt des Deutschen Bundes a continuat să apară în același volum sub numele de „Reichsgesetzblatt”.
Din 1 aprilie 1922 Reichsgesetzblatt a apărut în două părți distincte: partea I și partea a II-a. În partea a II-a au fost publicate convențiile internaționale, legea bugetului Reich-ului, regulamentele privind transportul feroviar, transportul maritim, Afacerile interne ale Reichstag-ului, precum și Afacerile din Reichsbank au fost publicate. Toate celelalte legi și regulamente au apărut în partea I.
Ultimele ediții ale Reichsgesetzblatt au apărut pe 11 aprilie 1945 (partea I) și pe 5 aprilie 1945 (partea a II-a).
În perioada cuprinsă între 1945 și 1949 documentele Comisiei Aliate de Control au apărut în Amtsblatt der Kontrollkommission. Din 1949 au apărut ca publicații succesoare în RFG actualul Bundesgesetzblatt și în RDG, din 1949 până în 1990, Gesetzblatt der Deutschen Demokratischen Republik.